# Knights of the Zodiac: Saint Seiya
Knights of the Zodiac: Saint Seiya (bra: Saint Seiya: Os Cavaleiros do Zodíaco; prt: Saint Seiya: Cavaleiros do Zodíaco) é uma série de animação original (ONA) nipo-americana baseada no mangá japonês dos anos 80 Os Cavaleiros do Zodíaco, de Masami Kurumada.

## Enredo
Seiya, um jovem adolescente, é recrutado por Alman Kido para se tornar um lendário Cavaleiro de Bronze (青銅聖闘士, Buronzu Seinto). A série segue com os Cavaleiros de Bronze e sua luta contra guerreiros prolíficos na busca de se tornarem guerreiros da Deusa Athena, enquanto Seiya ao mesmo tempo procura sua irmã desaparecida.

## Vozes
| Personagem Nome japonês Nome em português                    | Elenco                                            | Elenco                                                |
| Personagem Nome japonês Nome em português                    | Inglês                                            | Japonês                                               |
| ------------------------------------------------------------ | ------------------------------------------------- | ----------------------------------------------------- |
| Sienna Kiddo / Athena Saori Kido / Athena Saori Kido / Atena | Emily Neves                                       | Fumiko Orikasa                                        |
| Pegasus Seiya Seiya de Pégaso                                | Bryson Baugus (Original) Crocket Groves (Criança) | Masakazu Morita (Original) Yukiko Morishito (Criança) |
| Cygnus Magnus Cygnus Hyōga Hyoga de Cisne                    | Patrick Poole                                     | Hiroaki Miura                                         |
| Dragon Long Dragon Shiryū Shiryu de Dragão                   | Blake Shepard                                     | Takahiro Sakurai                                      |
| Andromeda Shaun Andromeda Shun Shun de Andrômeda             | Luci Christian                                    | Satomi Satō                                           |
| Phoenix Nero Phoenix Ikki Ikki de Fênix                      | Adam Gibbs                                        | Katsuyuki Konishi                                     |
| Unicorn Jab Unicorn Jabu Jabu de Unicórnio                   | Leraldo Anzaldua                                  | Hideo Ishikawa                                        |
| Lionet Ban Ban de Leão Menor                                 | Corey Hartzog                                     | Hisafumi Oda                                          |
| Wolf Nachi Nachi de Lobo                                     | Cameron Bautsch                                   | Takeshi Kusao                                         |
| Bear Geki Geki de Urso                                       | Adam Noble                                        | Kohei Fukuhara                                        |
| Hydra Ichi Ichi de Hydra                                     | Justin Doran                                      | Masaya Onosaka                                        |
| Eagle Marin Maria de Águia                                   | Maggie Flecknoe                                   | Fumiko Inoue                                          |
| Ophiucus Shaina Shaina de Ofiúco                             | Katelyn Barr                                      | Yuka Komatsu                                          |
| Lizard Misty Misty de Lagarto                                | Corey Hartzog                                     | Hisafumi Oda                                          |
| Whale Morris Whale Mozes Moses de Baleia                     | Courtland Johnson                                 | Tetsu Inada                                           |
| Hound Asterion Asterion de Cães de Caça                      | Nathan Wilson                                     | Ryohei Arai                                           |
| Crow Jamian Jamian de Corvo                                  | Justin Doran                                      | Junji Kitajima                                        |
| Kerberos Dante Dante de Cérbero                              | Joe Daniels                                       | Eiji Hanawa                                           |
| Perseus Argol Perseus Algol Algol de Perseu                  | Austin Tindle                                     | Ryosuke Kanemoto                                      |
| Sagitta Tremy Sagitta Ptolemy Tremy de Sagitta               | Michael Wronski                                   | Ryōhei Arai                                           |
| Aries Mu Mu de Áries                                         | John Gremillion                                   | Takumi Yamazaki                                       |
| Taurus Aldebaran Aldebaran de Touro                          | Josh Morrison                                     | Tesshō Genda                                          |
| Cancer Deathmask Máscara de Morte de Câncer                  | Jay Hickman                                       | Ryōichi Tanaka                                        |
| Leo Aioria Leo Aiolia Aioria de Leão                         | Greg Cote                                         | Hideyuki Tanaka                                       |
| Sagittarius Aiolos Aioros de Sagitário                       | Greg Cote                                         | Yusaku Yara                                           |
| Virgo Shaka Shaka de Virgem                                  | Scott Gibbs                                       | Yūji Mitsuya                                          |
| Libra Dohko Dohko de Libra                                   | John Swasey                                       | Hiroshi Iwasaki                                       |
| Scorpio Milo Milo de Escorpião                               | Alejandro Saab                                    | Toshihiko Seki                                        |
| The Grandmaster The Pope Grande Mestre                       | David Matranga                                    | Ryotaro Okiayu                                        |
| Cassios                                                      | Andrew Love                                       | Toshitsugu Takashina                                  |
| Guilty                                                       | David Harbold                                     | Masafumi Kimura                                       |
| Esmeralda                                                    | Juliet Simmons                                    | Shino Shimoji                                         |
| Kiki                                                         | Kira Vincent-Davis                                | Umeka Shoji                                           |
| Shunrei                                                      | Hilary Haag                                       | Haruka Terui                                          |
| Patricia Seika                                               | Lillian Jones                                     | Yukiko Motoyoshi                                      |
| Mylock Tatsumi                                               | Ty Mahany                                         | Hisao Egawa                                           |
| Alman Kiddo Mitsumasa Kido                                   | Axel Lutter                                       | Katsuhisa Hōki                                        |
| Vander Guraad Vander Graad                                   | James Belcher                                     | Hideaki Tezuka                                        |
| Narrador                                                     | Marty Fleck                                       | Hideyuki Tanaka                                       |

## Produção
A série foi revelada pela primeira vez em dezembro de 2016 na CCXP no Brasil. Em 2 de agosto de 2017, o Cinematoday.jp publicou um artigo que revelou que o projeto era uma colaboração com a Netflix para fazer uma nova adaptação da série clássica de mangá e anime. Yoshiharu Ashino foi anunciado como o diretor e Eugene Son, entre outros, como os escritores. Os primeiros seis episódios foram lançados na Netflix em 19 de julho de 2019 e adaptam vagamente os arcos "Guerra Galáctica" e "Cavaleiros Negros" do mangá. Outros seis episódios que adaptam vagamente o arco "Cavaleiros de Prata" foram lançados em 23 de janeiro de 2020.
Uma sequência, intitulada Knights of the Zodiac: Saint Seiya – Batalha do Santuário, foi anunciada em 29 de junho de 2022 e estreou em julho de 2022. A Crunchyroll licenciou a sequência fora da Ásia.

## Episódios
| Temporada | Temporada | Episódios | Episódios | Originalmente lançado | Originalmente lançado |
| Temporada | Temporada | Episódios | Episódios | Estreia da temporada  | Final da temporada    |
| --------- | --------- | --------- | --------- | --------------------- | --------------------- |
|           | 1         | 12        | 6         | 19 de julho de 2019   | 19 de julho de 2019   |
|           | 1         | 12        | 6         | 23 de janeiro de 2020 | 23 de janeiro de 2020 |
|           | 2         | 12        | 12        | 31 de julho de 2022   | 9 de outubro de 2022  |
|           | 3         | 12        | 12        | 1 de abril de 2024    | 10 de junho de 2024   |

### 1ª temporada (2019–20)
| Parte 1 |    |                                                                    |                  |                     |                       |
| 1 | 1  | "Seiya" "Seiya de Pégaso"                                          | Yasuhiro Tanabe  | Shannon Eric Denton | 19 de julho de 2019   |
| Após descobrir que Seiya tem poderes especiais, o enigmático Mitsumasa Kido pede que ele cumpra seu destino e se torne um Cavaleiro de Bronze.                         |    |                                                                    |                  |                     |                       |
| 2 | 2  | "Burn Your Cosmo" "Queime Seu Cosmo"                               | Yasuhiro Tanabe  | Thomas F. Zahler    | 19 de julho de 2019   |
| Seiya conquista a Armadura de Pégaso com facilidade, mas, para se tornar um verdadeiro Cavaleiro de Atena, ele deverá disputar a Guerra Galáctica.                     |    |                                                                    |                  |                     |                       |
| 3 | 3  | "Enter The Dragon" "A Chegada do Dragão"                           | Yasuhiro Tanabe  | Benjamin Townsend   | 19 de julho de 2019   |
| Hyoga de Cisne acredita na profecia obscura e confronta a Senhorita Saori. Seiya enfrenta seu maior oponente até hoje: Shiryu de Dragão.                               |    |                                                                    |                  |                     |                       |
| 4 | 4  | "Nebula Chain" "Corrente Nebulosa"                                 | Hiroshi Kimura   | Joelle Sellner      | 19 de julho de 2019   |
| Shun não quer lutar e usa a Corrente de Andrômeda para se defender de Jabu de Unicórnio. Enquanto isso, o exército de Vander ataca.                                    |    |                                                                    |                  |                     |                       |
| 5 | 5  | "The Black Knights" "Os Cavaleiros Negros"                         | Hiroshi Kimura   | Travis Donnelly     | 19 de julho de 2019   |
| Seiya derruba um helicóptero para recuperar a Armadura de Ouro que estava com Ikki de Fênix, mas é confrontado pelos Cavaleiros Negros de Vander.                      |    |                                                                    |                  |                     |                       |
| 6 | 6  | "Phoenix Rising" "Ascensão da Fênix"                               | Hiroshi Kimura   | Benjamin Townsend   | 19 de julho de 2019   |
| O ódio é responsável pelo poder extraordinário de Ikki de Fênix. Agora, os Cavaleiros de Bronze têm de unir forças para detê-lo e recuperar a Armadura de Ouro.        |    |                                                                    |                  |                     |                       |
| Parte 2 |    |                                                                    |                  |                     |                       |
| 7 | 7  | "The Silver Knights" "Os Cavaleiros de Prata"                      | Yasuhiro Tanabe  | Thomas Pugsley      | 23 de janeiro de 2020 |
| Seiya acorda após sobreviver à destruição do vulcão e logo descobre que o Santuário enviou o Cavaleiro de Prata Misty e sua antiga mestra Marin de Águia para matá-lo. |    |                                                                    |                  |                     |                       |
| 8 | 8  | "The Rising Tide" "Ascensão dos Mares"                             | Yasuhiro Tanabe  | Saundra Hall        | 23 de janeiro de 2020 |
| Temendo pela segurança de Saori, Marin ordena que Seiya a proteja. Sozinha, Marin enfrenta os Cavaleiros de Prata Asterion de Cães de Caça e Moses de Baleia.          |    |                                                                    |                  |                     |                       |
| 9 | 9  | "To Fight For Athena" "A Luta Por Atena"                           | Hiroshi Kimura   | Shaene Siders       | 23 de janeiro de 2020 |
| Depois de se reencontrar com os Cavaleiros de Bronze, Seiya e os demais procuram Saori. O Cavaleiro de Prata Jamian de Corvo aparece determinado a detê-los.           |    |                                                                    |                  |                     |                       |
| 10 | 10 | "The Challenge" "O Desafio"                                        | Hiroshi Kimura   | Patrick Rieger      | 23 de janeiro de 2020 |
| O Escudo de Medusa de Algol de Perseu transforma seus adversários em pedra. Shiryu de Dragão toma uma decisão drástica para proteger Saori.                            |    |                                                                    |                  |                     |                       |
| 11 | 11 | "The Prophecy" "A Profecia"                                        | Yoshiharu Ashino | Eugene Son          | 23 de janeiro de 2020 |
| Guraad reúne seus próprios Cavaleiros Negros para proteger a humanidade dos deuses. Quando suas forças capturam Saori, os Cavaleiros de Bronze vão resgatá-la.         |    |                                                                    |                  |                     |                       |
| 12 | 12 | "One War Ends, Another Begins" "Uma Guerra Termina e Outra Começa" | Yoshiharu Ashino | Eugene Son          | 23 de janeiro de 2020 |
| Os Cavaleiros de Bronze enfrentam os novos Cavaleiros Negros. Embora Seiya e os demais consigam ganhar vantagem, Guraad mostra-se um inimigo extraordinário.           |    |                                                                    |                  |                     |                       |

### 2ª temporada: Batalha do Santuário (2022)
| N.º na série | N.º na temp. | Título                                                    | Dirigido por     | Escrito por             | Exibição original      |
| --- | ------------ | --------------------------------------------------------- | ---------------- | ----------------------- | ---------------------- |
| 13 | 1            | "The Twelve Houses" "As Doze Casas"                       | Taku Yonebayashi | Henry Gilroy            | 31 de julho de 2022    |
| Máscara da Morte de Câncer ataca o Mestre Ancião na Cachoeira de Rozan, mas é interrompido por Mu de Áries. Enquanto isso Saori foi flechada e os Cavaleiros têm 12 horas para salvá-la. Começa a subida das 12 Casas do Zodíaco no Santuário de Atena. Primeira parada: Áries.                                                                |              |                                                           |                  |                         |                        |
| 14 | 2            | "The Seventh Sense" "O Sétimo Sentido"                    | Taku Yonebayashi | Marty Isenberg          | 31 de julho de 2022    |
| Após consertarem suas armaduras, Seiya, Shiryu, Hyoga e Shun avançam para a casa de Touro. Lá encontram Aldebaran em seu caminho. |              |                                                           |                  |                         |                        |
| 15 | 3            | "Andromeda Island" "A Ilha de Andrômeda"                  | Taku Yonebayashi | Anne Mortensen-Agnew    | 7 de agosto de 2022    |
| Enquanto os Cavaleiros de Bronze estão presos no labirinto da Casa de Gêmeos, Afrodite de Peixes vai até a ilha de Andrômeda atrás de Dédalo de Cefeu. |              |                                                           |                  |                         |                        |
| 16 | 4            | "Cold Hearted" "Coração Gelado"                           | Taku Yonebayashi | Chris Wyatt Kevin Burke | 14 de agosto de 2022   |
| Seiya e Shiryu rumam para a Casa de Câncer enquanto Shun enfrenta o cavaleiro de Gêmeos e Hyoga é levado para outra dimensão. Em flashbacks, Shun e Ikki são atacados quando crianças, e Shun conhece June. |              |                                                           |                  |                         |                        |
| 17 | 5            | "The Land of the Dead" "A Terra dos Mortos"               | Taku Yonebayashi | Julien Magnat           | 21 de agosto de 2022   |
| Seiya e Shiryu chegam na Casa de Câncer e se veem num lugar sombrio. |              |                                                           |                  |                         |                        |
| 18 | 6            | "Rebirth of the Rising Dragon" "O Renascimento de Shiryu" | Taku Yonebayashi | Danielle Wolff          | 28 de agosto de 2022   |
| Shiryu é levado para a Colina do Yomotsu por Máscara da Morte. Seiya se aproxima da casa de Leão enquanto Shun segue para a Casa de Câncer. |              |                                                           |                  |                         |                        |
| 19 | 7            | "Battle for the House of Leo" "Batalha pela Casa de Leão" | Taku Yonebayashi | Benjamin Townsend       | 4 de setembro de 2022  |
| Na Casa de Leão, Seiya tem problemas no confronto com Aiolia. Cássios chega e esclarece que sua mente está sendo controlada e exigirá um sacrifício para se libertar. |              |                                                           |                  |                         |                        |
| 20 | 8            | "The Skull Knights" "Os Cavaleiros Caveira"               | Yasuhiro Tanabe  | Katie Kaniewski         | 11 de setembro de 2022 |
| Seiya, Shiryu e Shun avançam para a Casa de Virgem, sobre quem Aiolia os alerta. Ao ficar sozinho Aiolia é atacado por alguém que o espreitava. Enquanto isso, Mu, Aldebaran, Marin e June de Camaleão tentam desvendar a verdade por trás do Santuário e do Grande Mestre. Os cavaleiros de Bronze são interceptados à caminho da sexta casa. |              |                                                           |                  |                         |                        |
| 21 | 9            | "Reflections" "Reflexos"                                  | Yasuhiro Tanabe  | Patrick Rieger          | 18 de setembro de 2022 |
| Seiya, Shiryu e Shun continuam sua luta contra os Cavaleiros Caveira para chegar à Casa de Virgem. Mu, Aldebaran, Marin, June e Kiki chegam em Star Hill, precisando ultrapassar suas defesas. |              |                                                           |                  |                         |                        |
| 22 | 10           | "The One as Powerful as a God" "Poderoso Como um Deus"    | Yasuhiro Tanabe  | Callie C. Miller        | 25 de setembro de 2022 |
| June deve enfrentar uma figura conhecida para seguir por Star Hill, o Monte das Estrelas. Seiya, Shiryu e Shun chegam até a Casa de Virgem, guardada por Shaka, o homem mais próximo de Deus. |              |                                                           |                  |                         |                        |
| 23 | 11           | "Heaven's Treasure" "Tesouro do Céu"                      | Yasuhiro Tanabe  | Danielle Wolff          | 2 de outubro de 2022   |
| A luta de Ikki contra Shaka continua. Shun o alerta do perigo caso Shaka abra os olhos. |              |                                                           |                  |                         |                        |
| 24 | 12           | "The Secrets of Sanctuary" "Os Segredos do Santuário"     | Yasuhiro Tanabe  | Thomas Pugsley          | 9 de outubro de 2022   |
| Ao entrar na Casa de Libra, Seiya, Shiryu e Shun encontram Hyoga num esquife de gelo. Agora precisam fazer o possível para tirá-lo de lá. Enquanto isso, Marin, Mu, Aldebaran, June e Kiki chegam no topo do Monte das Estrelas. |              |                                                           |                  |                         |                        |

### 3ª temporada: Batalha do Santuário Parte 2 (2024)
| N.º na série | N.º na temp. | Título                                                                                       | Dirigido por | Escrito por | Exibição original   |
| --- | ------------ | -------------------------------------------------------------------------------------------- | ------------ | ----------- | ------------------- |
| 25 | 1            | "The Cygnus and the Scorpion" "O Cisne e o Escorpião"                                        | ASA          | ASA         | 4 de abril de 2024  |
| Hyoga chega na Casa de Escorpião carregando Shun, que usou seu Cosmo para salvá-lo da morte. Seiya e Shiryu seguem em frente com Shun enquanto Hyoga fica para enfrentar Miro. |              |                                                                                              |              |             |                     |
| 26 | 2            | "Jab's Courage" "A Coragem de Jabu"                                                          | ASA          | ASA         | 1 de abril de 2024  |
| Cavaleiros de Prata ressurgem para atacar Atena, que continua ferida, mas os cavaleiros de bronze Jabu, Nacchi, Ban, Icchi e Geki chegam para protegê-la. |              |                                                                                              |              |             |                     |
| 27 | 3            | "Return to the Land of the Dead" "Retorno à Terra dos Mortos"                                | ASA          | ASA         | 8 de abril de 2024  |
| Restam quatro horas para a flecha perfurar o coração de Atena mas Saori já está prestes a morrer. Seiya, Shiryu e Shun são guiados até a misteriosa Cleo, artesã de máscaras e historiadora do Santuário, que os informa da crise.                                                                                         |              |                                                                                              |              |             |                     |
| 28 | 4            | "Aiolos's Last Word" "As Palavras Perdidas de Aiolos"                                        | ASA          | ASA         | 15 de abril de 2024 |
| Hyoga alcança Seiya, Shiryu e Shun na casa de Sagitário, aparentemente vazia... Mas então dão de cara com o próprio Aiolos, que veio testá-los. Lá eles descobrem mais sobre a profecia. |              |                                                                                              |              |             |                     |
| 29 | 5            | "A Leap of Faith" "Coração Inabalável"                                                       | ASA          | ASA         | 22 de abril de 2024 |
| Os quatro cavaleiros de bronze passam pela casa de Capricórnio ilesos mas de repente o chão se parte. Shiryu fica para trás para enfrentar Shura, o cavaleiro que matou Aiolos de Sagitário. Enquanto isso June alerta Miro de Escorpião sobre a farsa do Grande Mestre. Miro a deixa passar mas recebe uma visita hostil. |              |                                                                                              |              |             |                     |
| 30 | 6            | "Absolute Zero" "Zero Absoluto"                                                              | ASA          | ASA         | 29 de abril de 2024 |
| Seiya, Hyoga e Shun chegam à casa de Aquário, guardada por Camus, que treinou Hyoga. O cavaleiro de Cisne precisa superar seu mestre enquanto seus amigos seguem adiante. |              |                                                                                              |              |             |                     |
| 31 | 7            | "Demon Roses" "Rosas Diabólicas"                                                             | ASA          | ASA         | 6 de maio de 2024   |
| Chegando na última casa do zodíaco, Peixes, Shun diz para Seiya avançar para a sala do Grand Mestre enquanto ela enfrenta Afrodite, que matou seu mestre Dédalo. |              |                                                                                              |              |             |                     |
| 32 | 8            | "Andromeda's Sacrifice" "O Sacrifício de Andrômeda"                                          | ASA          | ASA         | 13 de maio de 2024  |
| A luta de Shun contra Afrodite continua, mas para vencer ela vai precisar usar todo seu poder oculto. |              |                                                                                              |              |             |                     |
| 33 | 9            | "Death Match in the Grand Master's Chambers" "Marcha Fúnebre nos Aposentos do Grande Mestre" | ASA          | ASA         | 20 de maio de 2024  |
| Seiya precisa chegar aos aposentos do Grande Mestre mas o veneno das Rosas Diabólicas o mantém no chão. Cleo é atacada por agir contra o Grande Mestre até que Marin intervém. |              |                                                                                              |              |             |                     |
| 34 | 10           | "The Man with Two Faces" "O Homem com Duas Faces"                                            | ASA          | ASA         | 27 de maio de 2024  |
| Com a última chama do relógio de fogo prestes a se extinguir, Seiya enfrenta o Grande Mestre impostor. |              |                                                                                              |              |             |                     |
| 35 | 11           | "The Face of the Grand Master" "O Rosto do Grande Mestre"                                    | ASA          | ASA         | 3 de junho de 2024  |
| Ikki chegou nos aposentos do Grande Mestre a tempo de salvar Seiya, mas a batalha contra Saga é dura. |              |                                                                                              |              |             |                     |
| 36 | 12           | "To Save Athena!" "Para Salvar Atena!"                                                       | ASA          | ASA         | 10 de junho de 2024 |
| Seiya levanta num último esforço para derrotar Saga e salvar Atena, e os outros cavaleiros zelam por ele de longe, transmitindo seu Cosmo para o cavaleiro de Pégaso. |              |                                                                                              |              |             |                     |

## Recepção
O The Review Geek avaliou a série com 3,5 de 10; O Ready Steady Cut deu uma classificação de 2,5 de 5 e chamou o show de "chato e sem inspiração". A reação inicial à série começou antes de ir ao ar, quando foi revelado que Shun, um homem no mangá e série original, foi transformado em uma personagem feminina. O roteirista da série, Eugene Son, justificou essa mudança depois de pensar que os Cavaleiros precisavam de mais representação feminina. Ele explicou que enquanto a série original tinha alguns conceitos centrais excelentes, a única coisa que o incomodava era que "os Cavaleiros de Bronze com Seiya de Pégaso são todos caras". No entanto, esta decisão recebeu críticas dos fãs da série original: Tornar Shun, que era justamente o personagem masculino principal da série original que não se encaixava no estereótipo do herói masculino - levemente efeminado, sensível e contrário à luta - como mulher foi visto como um agrado especial por alguns mas como um movimento heteronormativo por outros.